# Tomás Milián
Tomás Quintín Rodríguez (La Habana, 3 de marzo de 1933-Miami, 22 de marzo de 2017), más conocido como Tomas Milián, fue un actor ítalo-estadounidense de origen cubano. Es famoso por haber participado en varios spaghetti westerns. Un ejemplo es su personaje del forajido "Cuchillo" en el díptico dirigido por el italiano Sergio Sollima.
Su primera película de western europeo estrenada en 1966, fue dirigida por el español Eugenio Martín, en la película El precio de un hombre, spaghetti western en el que desempeña el papel de bandido. La carrera de Tomás Milian se desarrolló mayormente en Italia.

## Biografía

### Primeros años
Milian nació en El Cotorro.cerca de la ciudad de La Habana,Cuba como hijo de Emiliano Rodríguez, un general cubano bajo el gobierno del dictador Gerardo Machado. Milian optó por abandonar su tierra natal y perseguir su vocación actoral que surge a los dieciséis años después de ver Al Este del Edén de Elia Kazan Se trasladó a los Estados Unidos con el propósito de formarse en el prestigioso Actors Studio de Nueva York.

## Filmografía (parcial)
- 1959 - La Noche Brava
- 1960 - El bello Antonio
- 1960 - Juventud corrompida
- 1961 - L'imprevisto
- 1961 - Laura al desnudo
- 1961 - Un giorni da leoni
- 1961 - Día tras día desesperadamente
- 1962 - El desorden
- 1962 - Boccaccio 70
- 1965 - El tormento y el éxtasis
- 1965 - Le soldatesse
- 1966 - El precio de un hombre
- 1967 - Mademoiselle de Maupin
- 1967 - Cara a cara
- 1967 - El halcón y la presa
- 1967 - Oro maldito
- 1968 - Tepepa
- 1969 - La verdadera historia de Beatrice Cenci
- 1969 - Corre, cuchillo, corre
- 1970 - ¡Vamos a matar, compañeros!
- 1970 - Los compañeros
- 1970 - Los caníbales
- 1972 - Non si sevizia un Paperino
- 1972 - Los hijos del día y de la noche
- 1972 - Ya le llaman Providencia
- 1974 - El blanco, el amarillo y el negro
- 1974 - Caza al marsellés (Squadra volante)
- 1975 - Los cuatro del Apocalipsis
- 1979 - La luna
- 1981 - Dos primos y un destino
- 1983 - Como el perro y el gato
- 1990 - Revenge
- 1997 - Amistad
- 2000 - Traffic
- 2005 - La fiesta del chivo
- 2005 - The Lost City
- 2012 - Roma nuda
- 2014 - Fugly!